# 三阳镇 (平利县)
三阳镇，是中华人民共和国陕西省安康市平利县下辖的一个乡镇级行政单位。

## 行政区划
三阳镇下辖以下地区：
泗王庙村、尚家坝村、北溪街村、联桥村、梁家坝村、九里村、天池村、牛角坝村、三道河村、兰家垭村、小富沟村、上河村、蒿子坝村和赖家沟村。